# 構造改革特別区域
構造改革特別区域（こうぞうかいかくとくべつくいき、略称・構造改革特区）は、「構造改革特別区域法」第二条に規定される従来法規制等の関係で事業化が不可能な事業を特別に行うことが可能になる地域をいう。

## 概要
2002年6月21日に開かれた第18回経済財政諮問会議で提案された経済財政運営と構造改革に関する基本方針 2002の中心政策とされたもので第1次小泉内閣時の規制緩和政策として採用され、2002年9月に特区担当大臣（とっくたんとうだいじん、英語：Minister of State for Special Zones）を任命し、2003年4月1日に法施行された。特徴として、これまでの経済政策と違って国からの財政支援がない一方、計画に具体性があり法令に適合し、特区の内容が目的のために必要なものならば認定され、全国一律だった地方自治に風穴を開けるものである。また、特区で行われた政策が十分な効果をあげた場合、全国に拡大されるので、規制緩和の呼び水にもなっている。初代特区担当大臣は、防災担当大臣を兼ねていた鴻池祥肇参議院議員。
なお、特区で行われた規制の全国展開にあたっては、総理大臣を本部長とする構造改革特別区域推進本部に設けられた評価委員会（後に評価・調査委員会）が、各規制所管省庁との議論を経て、内閣総理大臣に意見を提出する。初代評価委員長は、八代尚宏国際キリスト教大学客員教授。その他の委員には、白石真澄東洋大学助教授、市川眞一クレディ・スイス証券チーフ・ストラテジストなどがいた。なお、当初は、三木谷浩史楽天会長や、野中ともよ三洋電機会長、北川正恭早稲田大学大学院教授も委員を務めていた。例としては、認可第1号となった群馬県太田市（清水聖義市長）の外国語教育特区などがある。これは小学校から高校まで国語などを除き、すべて英語で授業を行うという構想である。
2004年合計5回の認定があり、新規認定数はそれぞれ第1回認定117件、第2回認定47件、第3回認定72件、第4回認定88件、第5回認定80件であった。これらには更新認定は含まれない。
なお、法改正により特区とする必要がなくなった場合や、当該自治体の議会による採決、あるいは特区進行中の首長交代による方針転換の影響で、特区認定が実現できない、あるいは特区が消滅する場合がある。
2004年認定の大阪府箕面市の市費負担教職員任用特区のように実施に要する予算が議会で否決されたため、実現できなかった事例がある。
2003年にITベンチャー育成特区の認定を受けた兵庫県洲本市では、法改正の影響で特区認定を取り消された。
ギャンブル合法化の構造改革特別区域を目指している都市もある。

## 主な構造改革特別区域分類
教育関連学校の設置や運営を学校法人に限定せず弾力的に運用したり、従来は区分けされていた保育園と幼稚園の仕切りを緩和するなど、育児に関係する多様性を提供する事で、子どもを育てやすい環境を実現させる。
物流関連従来は受け入れ時間の限られていた関税業務を24時間営業とする事で、国際的な物流をノンストップで受け入れられるようにする。また施設面での杓子定規な法規制を緩和し、効率良く経済活動が行えるように便宜を図って、企業や物流拠点としての地位を築く。
国際交流関連査証の発給に便宜を図り、海外の研究者や留学生や人夫を広く受け入れ、国際文化交流の拠点として振興・発展させる。
農業関連後継者の居ない農地や休耕田を有効活用し、農業経営企業の設立や運営面の保障等で便宜を図って、農業を活性化させ、農業人口拡大を図る。
都市農村交流関連従来は酒税法で厳格に規制されていたどぶろく等の酒作りと販売の規制や農家民宿に関わる法律(旅館業法など)の規制を緩和し、観光事業の活性化と共に、地域産品の目玉とする事で、観光事業の活性化と同産業従事者の生活安定や後継者の呼び込みを目指す。また、市民農園の開設も促進する。
街作り関連建設許可の緩和や、逆に違法広告の取り締まり強化など、都市化における不快要素を減らしながら快適な街を作る。更には建設規制を独自に設け、調和した美しい町並みを作り出して、観光資源としても活用する。また都市部で従来は利用が禁止されていた河川流域の遊休地をイベント等で積極的に利用して、住みやすい・美しい街として、人口の拡大を目指す。
エコロジー関連風力発電や太陽光発電などの新エネルギー利用や、リサイクルの効率化を行い、快適な街作りとともにエコロジー生活を送りやすい地域性で、住人を集める。また原付バイクの二人乗り規制緩和による自家用車の利用削減や電動スクーター（立ち乗りスクーターやセグウェイ）などの導入による排気ガス排出量削減（加えて渋滞の解消）を目論む地域も出ている。
行政サービス関連官民の垣根を無くし、一般企業が利用できる公共サービスを提供する。地方公務員の運用を弾力化して、常務勤の公務員を流動的に運用したり、営利企業に参政権や地方行政権を与えるなどの方法で、企業誘致に有利な条件を目指す。
福祉関連福祉等で公設の施設を民間企業が運営したり、社会福祉施設に民間からの派遣労働者を受け入れ、現在の慢性的人手不足を解消し、更にはそれらの産業に関わる人や福祉を受ける側の人・その家族による人口の増加を期待する。
医療関連従来の医療法人一辺倒から、株式会社等の一般企業への病院経営参加を認めるなどして、企業努力による医療向上を目指したり、外国人医師の受け入れを行って、医療技術の向上を目指し、医療先進地域としての地位を築く。一般企業の医療経営参加は、高度美容外科医療分野で第1号が誕生し、脂肪幹細胞移植を実用化している。
産学連携関連本来なら公道を通行できないロボットを公道で運用したり、ロケット打ち上げに必要な無線などの設備設置に伴う手続き簡略化等、産業分野と大学等の研究者が合同で、実験を行いやすい環境を作る事で学校と企業の誘致を図る。
IT関連一部の専門学校（専修学校）などにおいて、情報処理推進機構（IPA）が指定した講座を受講し、修了試験に合格することで、国家資格の基本情報技術者試験（FE）の午前科目の受験を免除する。